# Starokatolická farnost Arnultovice
Starokatolická farnost Arnultovice je bývalá farnost starokatolické církve. Existovala v letech 1910–1946.
V Arnultovicích nejprve vznikl místní církevní spolek přidružený k farnosti Varnsdorf. Jednorázový přestup 268 věřících ke starokatolicismu byl výsledkem působení misionáře Antona Nittla a první bohoslužby se zde konaly 9. dubna 1887. Roku 1892 zde byl ustaven samostatný duchovní správce a 30. června 1910 byla filiální obec povýšena na samostatnou farnost. Ta fakticky zanikla v letech 1945–1946 v důsledku odsunu německého obyvatelstva. Formálně zanikla 28. července 1946, kdy byl počet starokatolických farností v Československu redukován na šest.
Bohoslužby se od roku 1888 konaly v obecní hřbitovní kapli zasvěcené Panně Marii Ustavičné Pomoci z roku 1763, později starokatolíci vybudovali na stejném místě nový kostel zasvěcený svatému Duchu (vysvěcen 3. října 1897). Ten po zániku farnosti zůstal starokatolické církvi, která jej roku 1968 předala městu Nový Bor (s nímž byly Arnultovice spojeny). Kostel byl pak využíván jako řemeslnická dílna a jeho vnitřní zařízení bylo odstraněno. Roku 2006 jej město předalo Československé církve husitské, která ho opravila a užívá společně s Českobratrskou církví evangelickou.
Do působnosti arnultovické starokatolické farnosti spadaly mj. filiální obce v Mistrovicích (založena 1877; tam byl roku 1897 vybudován starokatolický kostel sv. Andělů strážných, zbořený roku 1977), Kamenickém Šenově, Polevsku (založena 1894, roku 1901 postavena kaple), Světci-Hostomicích (založena 1894, 1901 neoficiálně přičleněna k Arnultovicím, 1910 státně potvrzená filiální obec; tam byl roku 1895 vybudován starokatolický kostel sv. Anny, zbořený roku 1978) a Svoru (založena 1900), vzniklé vesměs v poslední čtvrtině 19. století a zaniklé odsunem německého obyvatelstva po roce 1945.